# Brian Druker
Brian J. Druker (San Luis, Misuri, 30 de abril de 1955) es médico científico de la Universidad de Ciencias y Salud de Oregón, en Portland, Oregón. Es el director del  Instituto Oncológico Knight de la OHSU, titular de la Cátedra Jeld-Wen de Investigación sobre la Leucemia y profesor de Medicina. En 2009 ganó el premio Lasker-DeBakey de Investigación Médica Clínica y el premio Meyenburg por su influyente labor en el desarrollo del imatinib para el tratamiento de la leucemia mieloide crónica (LMC). Se le ha llamado "el científico más conocido de Oregón".

## Educación
Druker se licenció en Química y se doctoró en Medicina en la Universidad de California, San Diego. De 1981 a 1984 realizó el internado y la residencia en medicina interna en el Hospital Barnes de la Facultad de Medicina de la Universidad de Washington, en San Luis.

## Enseñanza e investigación
Druker fue becario en oncología médica en el Dana-Farber Cancer Institute, Harvard Medical School, de 1984 a 1987. Comenzó a trabajar en la Universidad de Ciencias y Salud de Oregón (OHSU) en 1993. 
En mayo de 2007, se convirtió en director del Instituto del Cáncer de OHSU, rebautizado Instituto del Cáncer Knight en octubre de 2008 tras una donación de 100 millones de dólares del cofundador de Nike, Phil Knight .
Druker ha sido ampliamente reconocido por su trabajo en el desarrollo del fármaco contra el cáncer conocido comúnmente como Gleevec, pero ha criticado públicamente el elevado precio del medicamento para los pacientes.

## Premios
Druker es investigador del Instituto Médico Howard Hughes (HHMI), y fue elegido miembro del Instituto de Medicina de las Academias Nacionales en 2003, la Asociación Estadounidense de Médicos en 2006 y la Academia Nacional de Ciencias en 2007. Druker recibió el premio Golden Plate de la American Academy of Achievement en 2007. Además del Premio Lasker y el Premio Meyenburg, en 2009 recibió el Premio a la Excelencia en Investigación Clínica Hope Funds.
En 2011 la Sociedad Estadounidense de Investigación Clínica otorgó a Druker el premio Stanley J. Korsmeyer en reconocimiento a sus avances en la investigación del cáncer. Fue galardonado con la medalla UCSF en 2013. En 2014 recibió el premio Hamdan a la excelencia en investigación médica (categoría de terapia dirigida) y en 2018 el premio Tang.

## Personal
Druker está casado con Alexandra Hardy, una antigua reportera de la revista People, y la pareja tiene tres hijos (en 2009). Un matrimonio anterior, con Bárbara Rodríguez en 1990, terminó en divorcio en 1999.